# Monflanquin
Monflanquin település Franciaországban, Lot-et-Garonne megyében. Lakosainak száma 2358 fő (2022. január 1.). Monflanquin Laussou, La Sauvetat-sur-Lède, Boudy-de-Beauregard, Castelnaud-de-Gratecambe, Lacaussade, Montagnac-sur-Lède, Paulhiac, Saint-Eutrope-de-Born, Savignac-sur-Leyze és Villeneuve-sur-Lot községekkel határos.

## Népesség
A település népességének változása:
| Lakosok száma | 2354 | 2356 | 2431 | 2338 | 2328 | 2315 | 2313 | 2329 | 2338 | 2358 |
|               | 1968 | 1982 | 1990 | 2006 | 2013 | 2015 | 2017 | 2019 | 2020 | 2022 |